# Abdopus aculeatus
Abdopus aculeatus là một loài bạch tuộc nhỏ thuộc bộ Octopoda. Loài này thường được biết đến với tên gọi là bạch tuộc tảo vì lớp nguỵ trang khi nghỉ ngơi của nó giống như vỏ của các loài động vật chân bụng bị tảo mọc che phủ. Nó có kích thước nhỏ với lớp phủ chỉ lớn vỏn vẹn bằng một quả cam nhỏ (≈7 cm) và phần chân dài 25 cm. Ngoài ra, chúng còn rất giỏi trong việc bắt chước các môi trường xung quanh để ngụỵ trang.
A. aculeatus được mô tả là "loài bạch tuộc duy nhất di chuyển trên cạn", bởi vì môi trường sống của nó là các bãi biển nên chúng thường xuyên đi lên bờ để di chuyển từ hồ thủy triều này sang hồ thủy triều khác để săn bắt cua làm thức ăn. Nhiều loài bạch tuộc khác cũng có thể bò những khoảng ngắn trên cạn khi cần thiết nhưng không có loài nào thường xuyên di chuyển bằng cách này như vậy.

## Phân bố
Bạch tuộc tảo thường được tìm thấy ở khắp các vùng gian triều dọc theo đường bờ biển của Indonesia, Philippines và Bắc Úc. Loài này chủ yếu sinh sống ở những khu vực có nhiều cỏ biển bao phủ và chiếm giữ mật độ để tạo dựng các bãi cát dưới đáy đại dương, nơi mà chúng hoà lẫn với các viến đá cuội nhỏ. Trong lớp nguỵ trang khi nghỉ ngơi của mình, A. aculeatus thường hiển thị các lốm đốm màu thổ hoàng, xám và nâu giống như những chiếc vỏ bị tảo bám lên che kín, còn các xúc tu sẽ trở nên tối màu để trở nên giống với những chiếc chân của loài cua ẩn sĩ.

## Tập tính
Bạch tuộc tảo hoạt động mạnh nhất vào ban ngày, chúng sẽ rời ổ của mình để đi kiếm ăn và sau đó sẽ quay trở lại vào ban đêm. Ở một số khu vực (chủ yếu là Bắc Úc), bạch tuộc tảo sẽ tìm kiếm ăn giữa san hô nhưng chúng không thường làm như vậy. Loài này có xu hướng ăn các loài động vật giáp xác nhỏ bao gồm các loài thuộc họ cua bơi và calappid bằng cách mò mẫm hoặc vồ vào những tảng đá nhỏ, cụm tảo và đào xuống các bãi cát. Chúng đuổi theo con mồi bằng cách phun nước, hành động đẩy nước ra khỏi các ống siphon để đẩy cơ thể về phía trước. Sau khi bắt được con mồi, chúng phần mỏ sắc nhỏn của mình để "khoan" vào bộ xương ngoài của con mồi và chạm cơ bên trong. Thông thường, A. aculeatus sẽ ăn thịt con mồi tại chỗ nhưng đôi khi chúng cũng đem con mồi về hang của mình rồi ăn. sau đó chúng sẽ mang bộ xương ngoài còn lại ra cách xa đến một mét để bỏ.

## Đời sống
A. aculeatus là một trong những minh chứng cho các văn hoá giao phối phức tạp nhất của các loài bạch tuộc được ghi nhận. Chúng thực hiện với ba chiến lược giao phối riêng biệt: bảo vệ bạn tình, giao phối tạm thời và giao phối lén lút. Những con đực và con cái lớn hơn sẽ có mức độ gần nhau hơn, con đực có thể vươn cánh tay giao phối (hectocotylus) của chúng đến hang của con cái trong khi nghỉ ngơi. Hai cá thể này sẽ ghép đôi và giao phối liên tục, tối đa trong một tuần. Tuy nhiên, con cái sẽ không duy trì hình thức một vợ một chồng (monogamous) với bạn đời của mình và nó có thể sẽ phản ứng lại việc giao phối lén lút với các con đực khác. Trong trường hợp này, những cá thể đực có thể đang ở đó hoặc đang đi kiếm ăn, những con đực nhỏ hơn (cá thể lén lút) sẽ tiếp cận từ một góc bị che khuất khỏi tầm nhìn của con đực đang canh gác kia, đôi khi chúng còn nguỵ trang thành những con cái nhỏ để giao phối với con cái. Chiến thuật giao phối thứ ba là giao phối tạm thời, đó là khi những con đực sẽ giao phối với những con cái cơ hội (thường thì chúng nhỏ hơn những con cái đang được bảo vệ) mà nó gặp khi đang kiếm ăn. Trong tất cả các trường hợp giao phối thành công, con đực sẽ sử dụng hectocotylus để chuyển gói tinh trùng (spermatophores - ống sinh tinh) vào con cái. Sau khi giao phối thành công, con cái sẽ rút vào hang và che lối vào bằng cách mảnh vụn. Chúng sẽ ở trong hang vài ngày để sinh sản nhiều đợt tương đương với hàng nghìn trứng. Sau khi đẻ trứng, nó sẽ tiếp tục ở lại với trứng của mình cho đến khi chúng nở để dọn dẹp và chăm sóc. Những con non là các sinh vật phù du (có kích thước ≈2mm) và không có sự bảo vệ của cha mẹ sau khi được sinh ra. Vì loài bạch tuộc tảo giống là loài semelparous, chúng sẽ chết sau khi những con non của chúng nở ra. Khi những con non lớn lên, chúng vẫn sẽ tiếp tục sống trong vùng gian triều đó.
Bạch tuộc tảo con và trưởng thành có những cách thức di chuyển rất độc đáo. Ngoài những phương pháp phổ biến như bơi, trườn hay phun nước thì bạch tuộc tảo còn có thể di chuyển trong tư thế đứng thẳng, đi đứng bằng hai chân. Đây là cách di chuyển nhanh thường được sử dụng để trốn thoát, ẩn trốn hoặc nguỵ trang để bắt chước cỏ biển xung quanh.
Loài Octopus bimaculoides (hay còn được gọi là Bạch tuộc hai đốm California) có thể là họ hàng gần của loài bạch tuộc tảo này vì chúng có chung thành phần da là cơ sở để nguỵ trang cho chúng, mặc dù đây cũng có thể là bằng chứng về sự tiến hoá hội tụ.